# Деве
Деве (фр. Devay) насеље је и општина у источном делу централне Француске у региону Бургоња, у департману Нијевр која припада префектури Невер.
По подацима из 2011. године у општини је живело 496 становника, а густина насељености је износила 41,06 становника/km². Општина се простире на површини од 12,08 km². Налази се на средњој надморској висини од 240 метара (максималној 237 m, а минималној 188 m).

## Демографија
| 1962. | 1968. | 1975. | 1982. | 1990. | 1999. | 2011. |
| ----- | ----- | ----- | ----- | ----- | ----- | ----- |
| 392   | 420   | 424   | 464   | 455   | 430   | 496   |

График промене броја становника у току последњих година